# Åmåls kyrka
Åmåls kyrka är en kyrkobyggnad som tillhör Åmåls församling i Karlstads stift. Den ligger i centralorten i Åmåls kommun.

## Historia
Åmåls kyrka uppfördes 1801–1806 och invigdes i juni 1806 och ersatte en 1600-talskyrka, nu kallad Åmåls gamla kyrka.

## Kyrkobyggnaden
Kyrkan är i nyklassicistisk stil och ritades 1794 av arkitekt Per Wilhelm Palmroth. Vid en restaurering 1875–1876 tillkom bland annat sakristian, ett fönster togs upp i öster och inredningen förnyades.
Åren 1932–1933 genomfördes en omfattande restaurering under ledning av arkitekten Gustaf Clason i samarbete med konstnären Olle Hjortzberg. Den senare utförde totalt 23 oljemålningar vid  huvudaltaret, dopaltaret, predikstolen, norra korväggen samt orgelläktar- och tornläktarbröstningarna. Innertaket, bänkinredningen och predikstolen byggdes om. Dekormålningen från sent 1800-tal avlägsnades. Resultatet blev ett konsekvent genomfört 1930-talsrum. Den senaste restaureringen genomfördes år 2002.
SVT:s julotta 2020 sändes från kyrkan.

## Inventarier
- Dopfunt av grå, oren täljsten från 1200-talet. Höjd 40 cm i ett stycke med cuppa, skaft och fot. Funten är skev och illa utförd. Kring cuppan finns en enkel repstav. Uttömningshål saknas. Funten är skadad.[2]
- Altaruppsats och krucifix  utförda av Sigurd Persson.
- Oblatask från 1719.
- Kommunionskanna av silver tillverkad i Åmål 1780.
- Mässhake från 1600-talet.

### Orgel
- 1820 byggde Johan Ewerhardt den yngre, Stockholm en orgel till kyrkan.
- 1878 byggde E A Setterquist & Son, Örebro en orgel med 18 stämmor.
- Orgeln på västra läktaren är tämligen välbevarad. Den byggdes 1933 av E A Setterquist & Son, Örebro, men innehåller flera stämmor från 1878 års orgel. Den har dispositionsförändrats vid tre olika tillfällen. Orgeln har 26 stämmor fördelade på två manualer och pedal.[3] 1955 och 1963 omdisponerades orgeln av Gottfried Lothar Straubel, Åmål. 1991 genomgick orgeln en renovering och viss omdisponering av Smedmans orgelbyggeri varvid orgeln närmade sig 1933 års version. Orgeln är mekanisk/pneumatisk och har roosweltlådor. Orgeln har 3 fria kombinationer för varje verk, tre fasta kombinationer och registersvällare. Tonomfånget är på 56/30.

| Huvudverk I         | Svällverk II        | Pedal              | Koppel    |
| Borduna 16´         | Gedackt 16´         | Subbas 16´         | I/P       |
| Principal 8´        | Principal 8'        | Ekobas 16' (tr II) | II/P      |
| Flute Harmonique 8' | Rörflöjt 8'         | Borduna 8'         | II 4'/P   |
| Borduna 8'          | Salicional 8'       | Octava 4'          | II/I      |
| Octava 4'           | Voix céleste 8'     | Rauschquint 2 chor | I 4'/I    |
| Quintadena 4'       | Principal 4'        | Basun 16'          | II 16'/I  |
| Quinta 3'           | Flûte octaviante 4' |                    | II 16'/II |
| Octava 2'           | Violin 4'           |                    |           |
| Mixtur 4 chor       | Waldflöjt 2'        |                    |           |
| Trumpet 8'          | Cornett 4 chor      |                    |           |
|                     | Crescendosvällare   |                    |           |
|                     |                     |                    |           |
|                     |                     |                    |           |
|                     |                     |                    |           |

#### Kororgel
- 1979 byggde Lindegrens Orgelbyggeri AB, Göteborg en orgel med 6 stämmor. Den flyttades 1986 till Frändefors kyrka.
- Det finns även en kororgel i originalskick tillverkad 1991 av Smedmans Orgelbyggeri AB, Lidköping med 21 stämmor fördelade på två manualer och pedal.[4] Orgeln är mekanisk och har ett tonomfång på 56/30.

| Huvudverk I     | Svällverk II      | Pedal      | Koppel |
| Principal 8'    | Gedackt 8´        | Subbas 16´ | I/P    |
| Rörflöjt 8'     | Principal 4'      | Gedackt 8' | II/P   |
| Oktava 4'       | Kortflöjt 4'      | Oktava 4'  | II/I   |
| Waldflöjt 2'    | petsflöjt 2'      | Basun 16'  |        |
| Kvinta 2 2/3'   | Nasat 1 1/3'      | Trumpet 4' |        |
| Oktava 2'       | Scharf 2 chor     |            |        |
| Ters 1 3/5'     | Vox Humana 8'     |            |        |
| Mixtur 3-4 chor | Tremulant         |            |        |
| Trumpet 8'      | Crescendosvällare |            |        |

## Åmåls gamla kyrka
Denna stenkyrka uppfördes 1669 på en i Vänern utskjutande udde och är Åmåls äldsta byggnad och förvaltas av kommunen. Den fick stå och förfalla fram till en restaurering som genomfördes 1968. Den används endast under sommarhalvåret, bland annat till konserter.
I kyrkan finns inget permanent instrument.

## Bilder

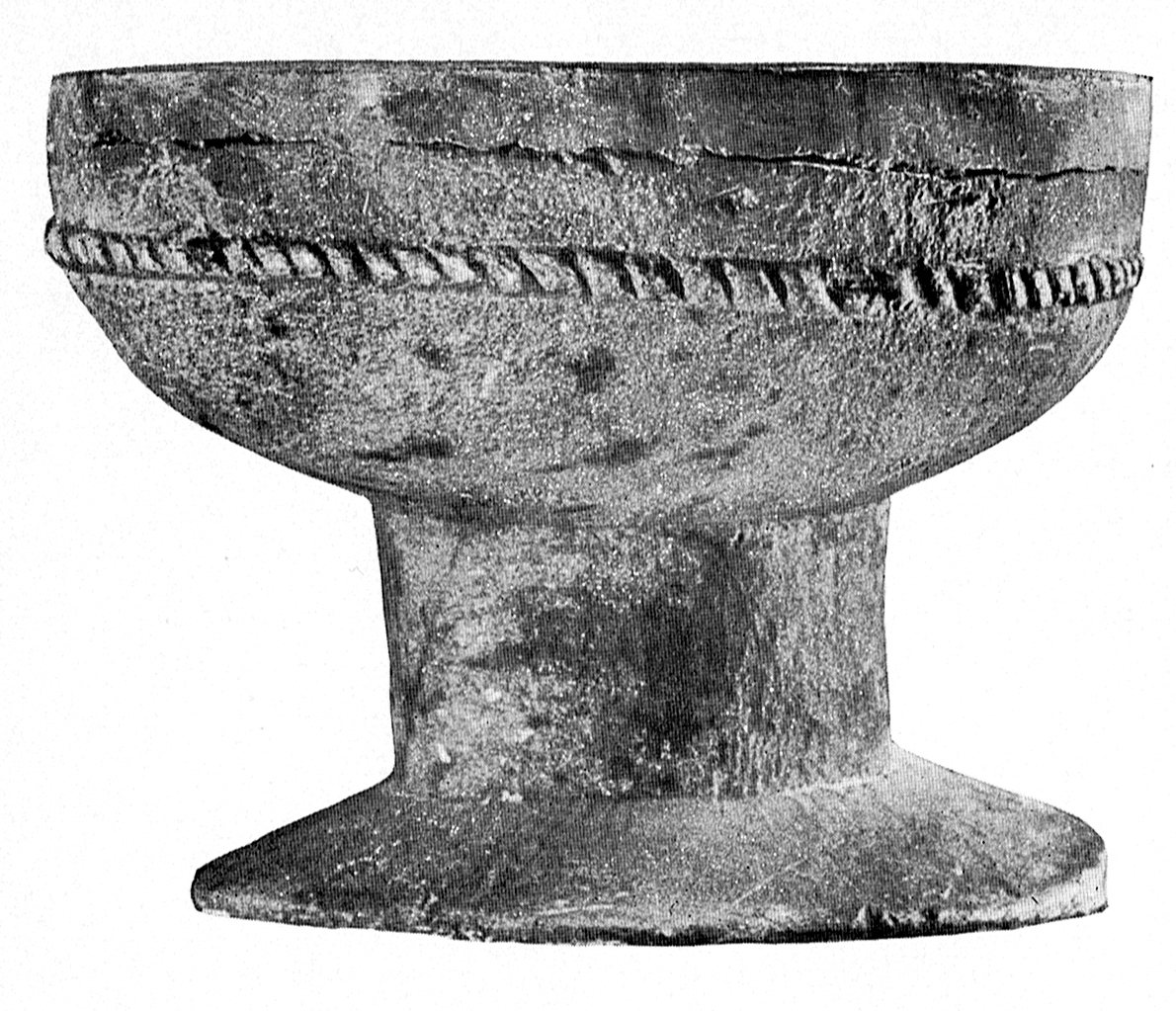
Dopfunt.
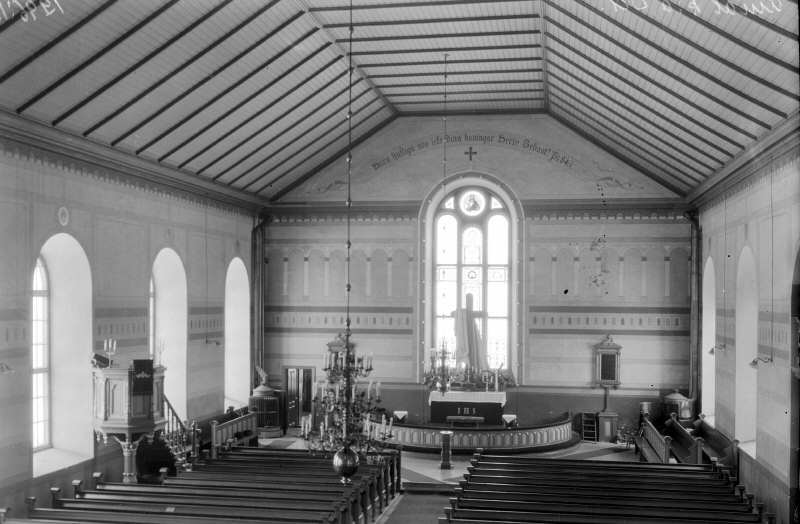
Interiör mot öster 1931, före restaureringen.
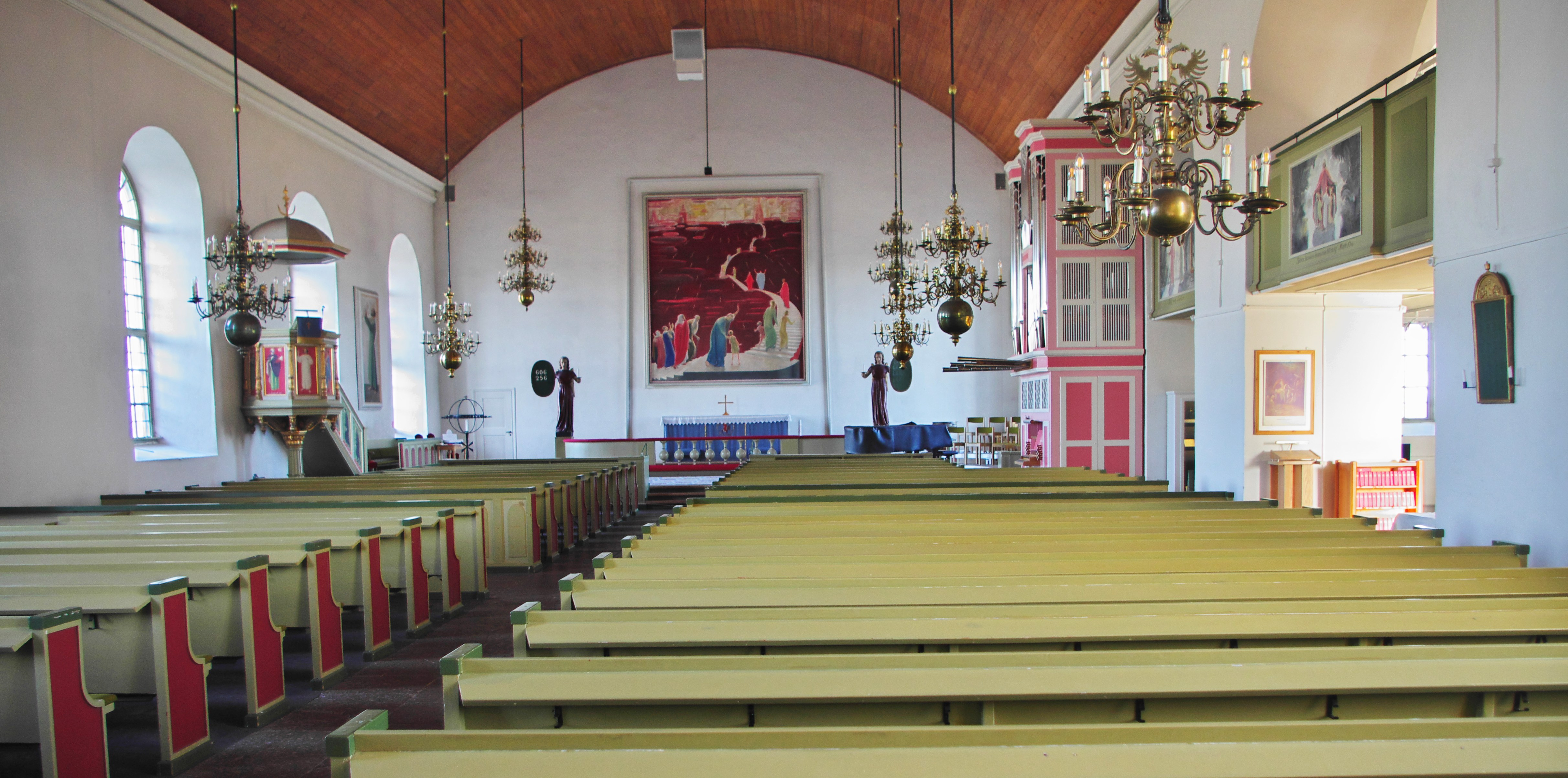
Interiör mot öster.
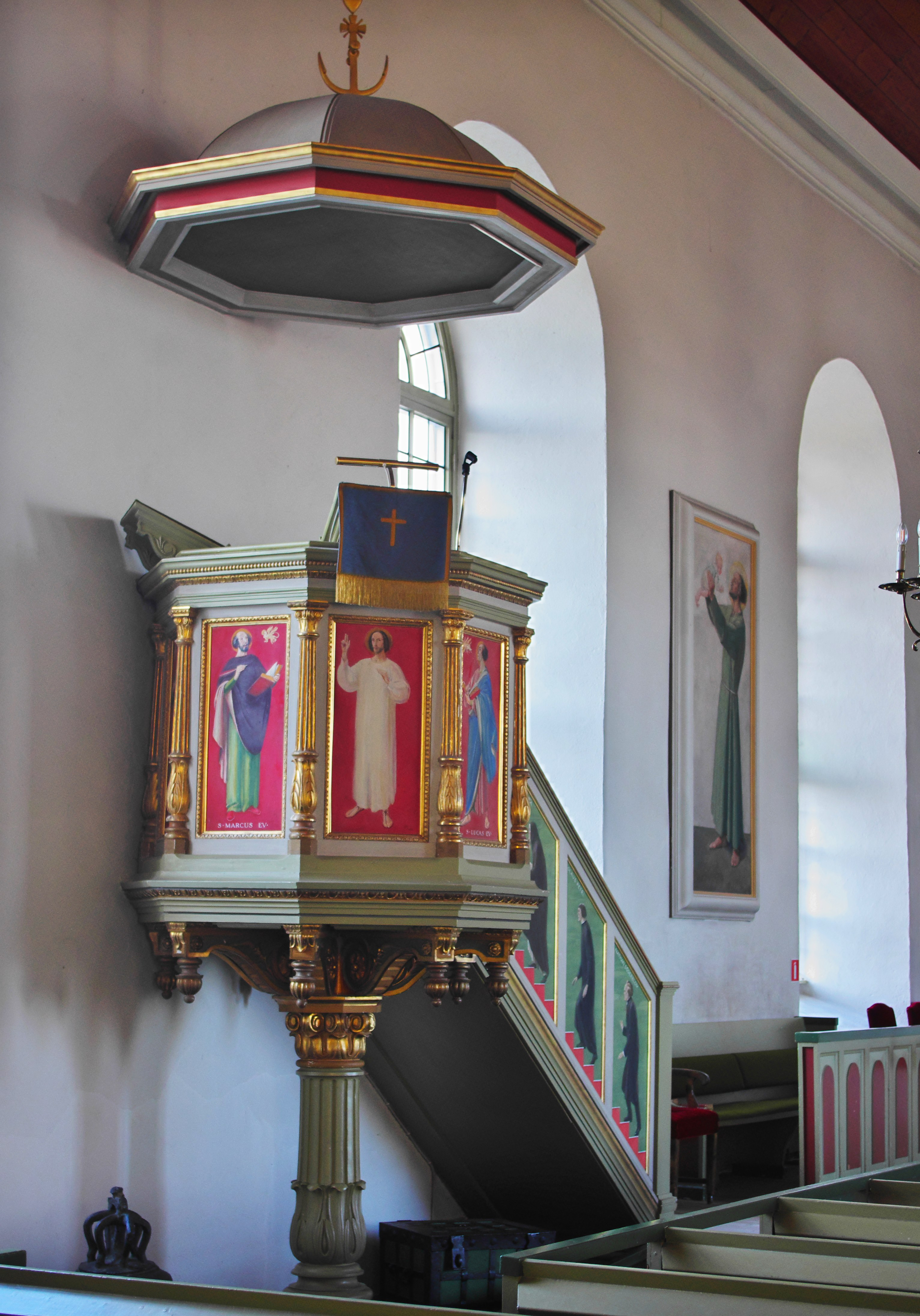
Predikstolen
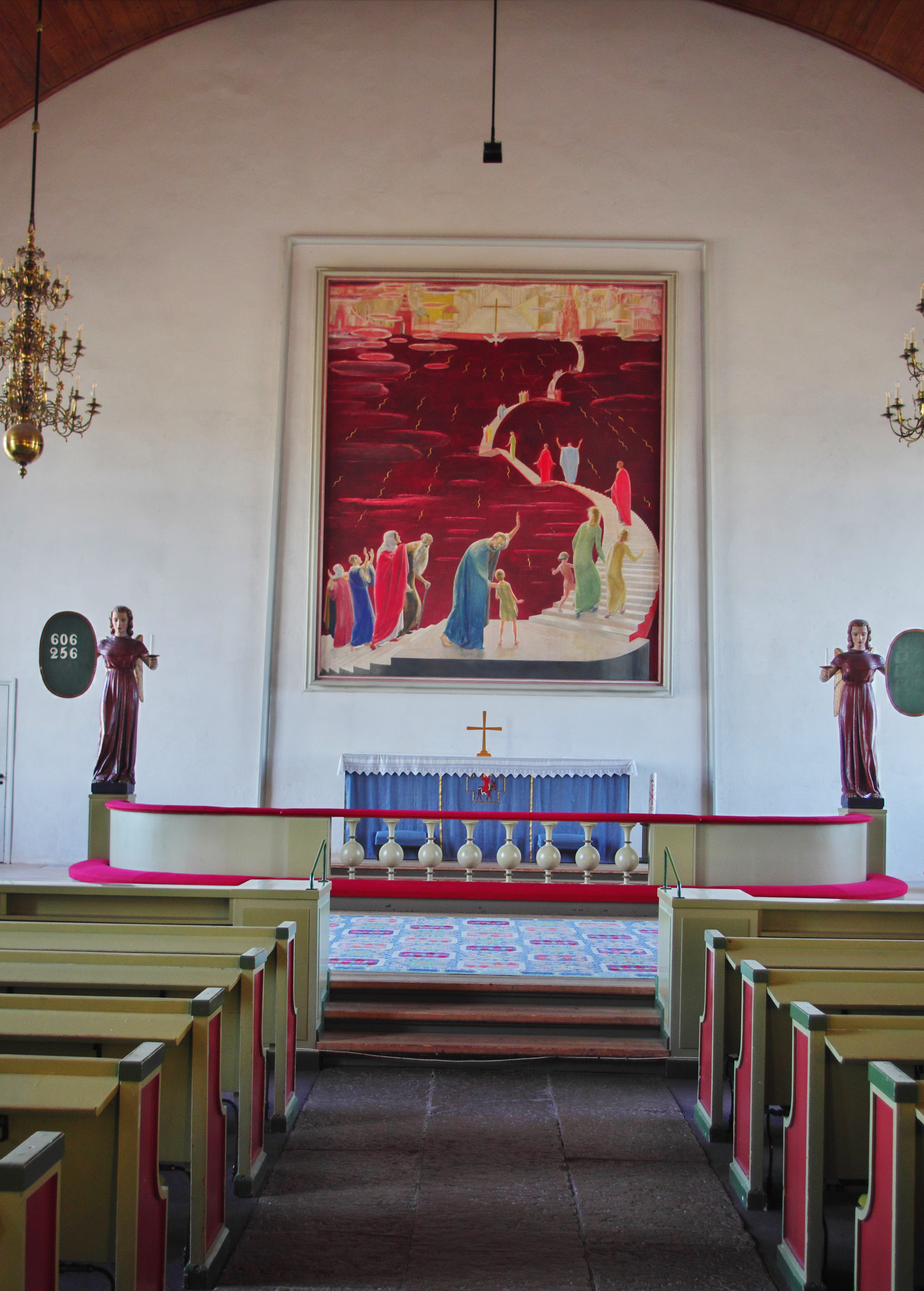
Altaret med altartavlan På vandring mot den eviga staden.
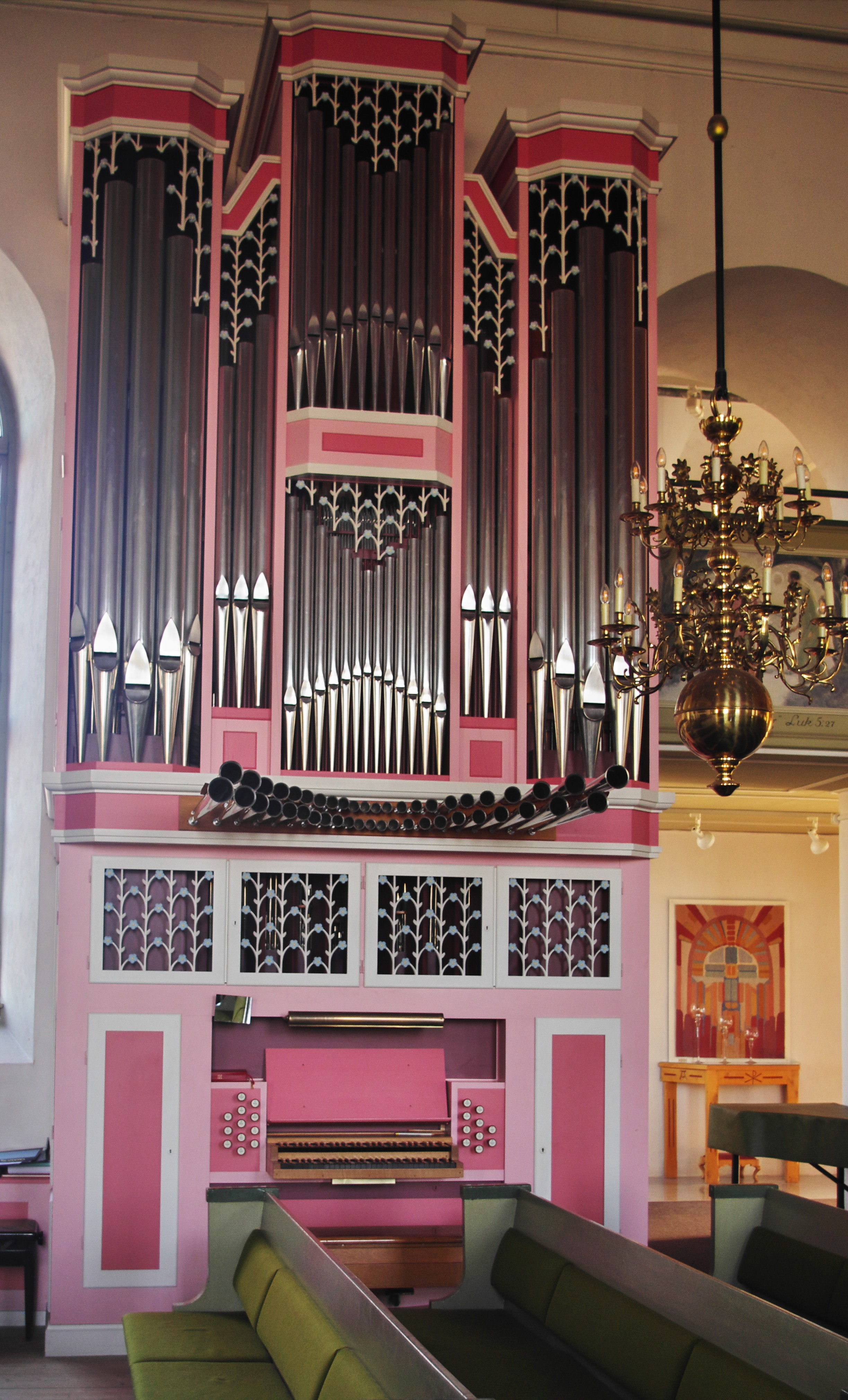
Orgeln
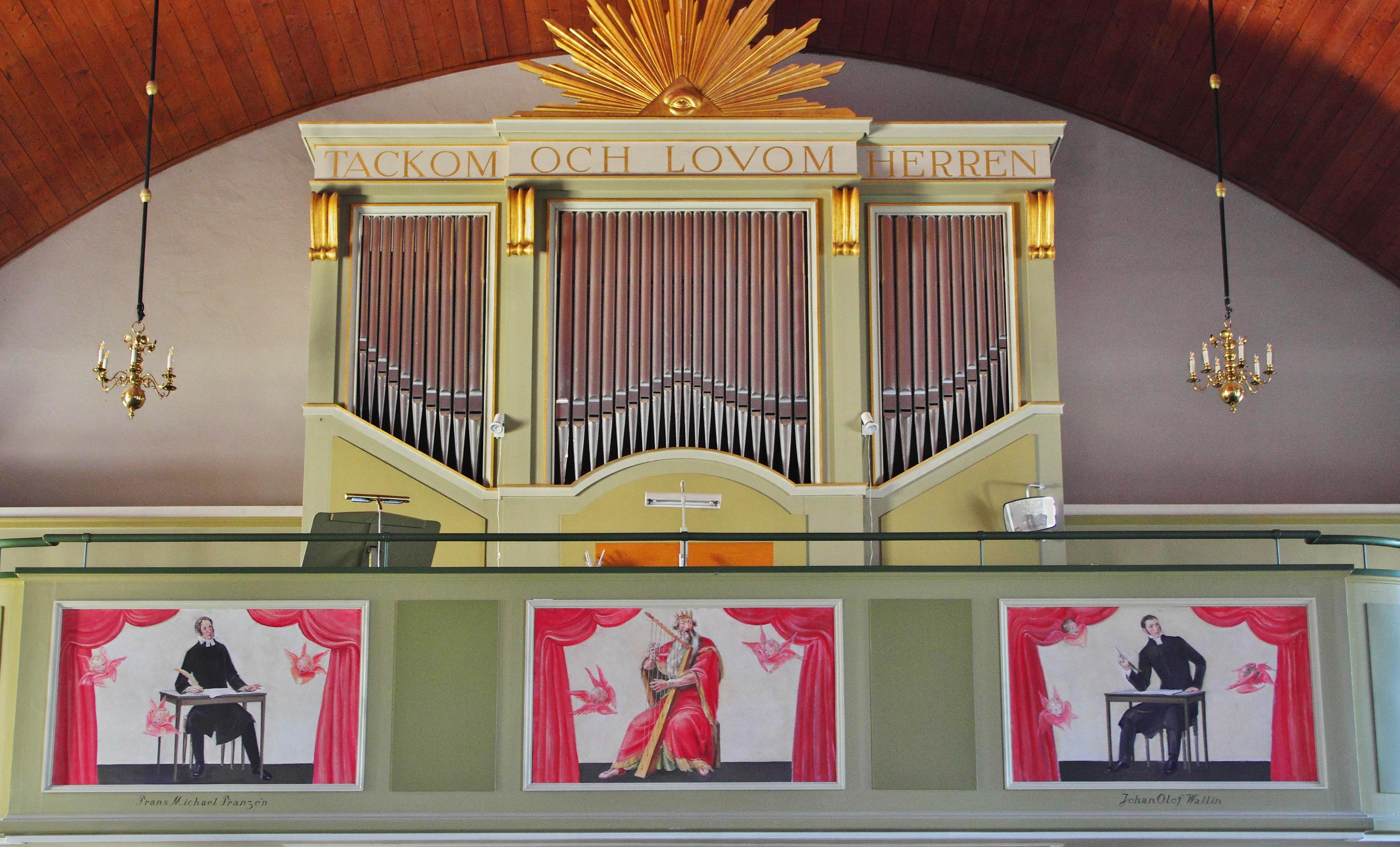
Orgelläktaren